# MPPE1
MPPE1 (англ. Metallophosphoesterase 1) – білок, який кодується однойменним геном, розташованим у людей на короткому плечі 18-ї хромосоми. Довжина поліпептидного ланцюга білка становить 396 амінокислот, а молекулярна маса — 45 141.
| 10         |  | 20         |  | 30         |  | 40         |  | 50         |
| ---------- |  | ---------- |  | ---------- |  | ---------- |  | ---------- |
| MAMIELGFGR |  | QNFHPLKRKS |  | SLLLKLIAVV |  | FAVLLFCEFL |  | IYYLAIFQCN |
| WPEVKTTASD |  | GEQTTREPVL |  | KAMFLADTHL |  | LGEFLGHWLD |  | KLRREWQMER |
| AFQTALWLLQ |  | PEVVFILGDI |  | FDEGKWSTPE |  | AWADDVERFQ |  | KMFRHPSHVQ |
| LKVVAGNHDI |  | GFHYEMNTYK |  | VERFEKVFSS |  | ERLFSWKGIN |  | FVMVNSVALN |
| GDGCGICSET |  | EAELIEVSHR |  | LNCSREARGS |  | SRCGPGPLLP |  | TSAPVLLQHY |
| PLYRRSDANC |  | SGEDAAPAEE |  | RDIPFKENYD |  | VLSREASQKL |  | LWWLQPRLVL |
| SGHTHSACEV |  | HHGGRVPELS |  | VPSFSWRNRN |  | NPSFIMGSIT |  | PTDYTLSKCY |
| LPREDVVLII |  | YCGVVGFLVV |  | LTLTHFGLLA |  | SPFLSGLNLL |  | GKRKTR     |

A: Аланін

C: Цистеїн

D: Аспарагінова кислота

E: Глутамінова кислота

F: Фенілаланін

G: Гліцин

H: Гістидин

I: Ізолейцин

K: Лізин

L: Лейцин

M: Метіонін

N: Аспарагін

P: Пролін

Q: Глутамін

R: Аргінін

S: Серин

T: Треонін

V: Валін

W: Триптофан

Кодований геном білок за функцією належить до гідролаз. 
Задіяний у таких біологічних процесах, як транспорт, транспорт між ендоплазматичним ретикулумом і апаратом Гольджі, альтернативний сплайсинг. 
Білок має сайт для зв'язування з іонами металів, іоном марганцю. 
Локалізований у мембрані, апараті гольджі.